# دوبن
دوبن (به آلمانی: Düben) یک منطقهٔ مسکونی در آلمان است که در کسویگ (آنهالت) واقع شده‌است. دوبن ۲۷۱ نفر جمعیت دارد.